# Bryaspis
Genre
Classification phylogénétique
Bryaspis est un genre de plantes à fleurs dicotylédones de la famille des Fabaceae, sous-famille des Faboideae, originaire d'Afrique, qui comprend trois espèces acceptées.
Ce genre a été récemment réaffecté au clade monophylétique non officiel, Dalbergia, de la tribu des Dalbergieae,.

## Liste d'espèces
Selon The Plant List (30 octobre 2018) :
- Bryaspis humularioides Gledhill
- Bryaspis lupulina (Benth.) P.A.Duvign.
- Bryaspis psittacorhyncha (Webb) Govaerts